# Siffleur des Bismarck
Pachycephala citreogaster
Espèce
Le Siffleur des Bismarck (Pachycephala citreogaster) est une espèce d'oiseaux appartenant à la famille des Pachycephalidae. Il était autrefois considéré comme une sous-espèce du Siffleur doré.

## Répartition
Il est endémique aux archipels Bismarck et Louisiades  en Papouasie-Nouvelle-Guinée.

## Taxinomie
À la suite des travaux de Andersen et al. (2013) et Jønsson et al. (2014), le Congrès ornithologique international (classification 5.1, 2015) divise cette espèce en deux. Les sous-espèces collaris et rosseliana sont séparées pour former l'espèce Pachycephala collaris.

### Sous-espèces
D'après la classification de référence (version 5.2, 2015) du Congrès ornithologique international, cette espèce est constituée des sous-espèces suivantes (ordre phylogénique) :
- Pachycephala citreogaster citreogaster ;
- Pachycephala citreogaster sexuvaria ;
- Pachycephala citreogaster goodsoni ;
- Pachycephala citreogaster tabarensis ;
- Pachycephala citreogaster ottomeyeri.